# Domino's Pizza Enterprises

Колишній логотип Domino's Pizza

Domino's Pizza Enterprises Limited (DPE) — найбільша мережа піцерій в Австралії за кількістю філій та продажів, також є найбільшою франшизою торгової марки Domino's Pizza у світі. Мережа має більше 2,600 магазинів.  Across these markets, DPE has over 2,600 stores. У травні 2005 року DPE стала першою публічно зареєстрованою компанією з виробництва піци в Австралії.
У 2018 році Domino's було введено в Зал слави бізнес лідерів Квінсленду .

## Ранні роки

### Австралія
Перший магазин Domino's, відкрився в Австралії у 1983 році в Спрінгвуді, Квінсленд, і пропонували власну доставку піци додому, перед цим співпрацюючи з рестораном Pizza Oven в 1981 році.[джерело?] Австралійська та новозеландська франшизи були куплені Silvio's Dial-a-Pizza в 1993 році, а в 1995 році два бренди було об'єднано як Domino's Pizza.[джерело?]

### Нова Зеландія
Domino's Pizza в Новій Зеландії була першою, хто представив доставку піци безпілотником у листопаді 2016 року, співпрацюючи з Flirtey Drone Delivery.

## Сьогоднішній день

### Австралія
В даний час в Австралії існує близько 700 магазинів Domino's Pizza, що робить її найбільшим франчайзинговим бізнесом в країні. Австралійські магазини розповсюджені по всій країні, від головних міст, таких як Мельбурн, Аделаїда та Сідней, до сільських районів, як Армідейл.

## Хронологія
- 1983: Перший магазин Domino's Pizza відкрився в Австралії.[8]
- 1993: Silvio's Dial-a-Pizza викупляє Domino's Pizza.[8]
- 1995: Silvio's Dial-a-Pizza об'єднуєтся з  Domino's Pizza.[9]
- 1997: Domino's створює Domino's Partners Foundation.[10]
- 2000: Silvio's Dial-a-Pizza було перейменовано в Domino's Pizza Australia.[11]
- 2001: Дон Мей і Грант Бурк, два найбільші ген. директори на той час, об'єднали свої магазини у мережу корпоративних магазинів.[12]
- 2003: Domino's захоплює нові ринки в Австралії та Новій Зеландії.[джерело?]
- 2005: Domino's котирується на Австралійській фондовій біржі, ставши першою публічно зареєстрованою австралійською компанією по виробництву піци.[11]
- 2006: Domino's об'єднує існуючі точки у Франції, Бельгії, Нідерландах та князівстві Монако.[13]
- 2009: Domino's Australia запускає додаток для iPhone.[14]
- 2011: Був запущений вебсайт для мобільних замовлень, а також додаток для замовлення з системи Android. У Domino's близько 200 000 фанів на сторінки Facebook[15]
- 2014: Domino's запустив Pizza Mogul, ініціативу, яка змінила майбутню політику піцерії.[16]
- 2015: Domino's запустив GPS Driver Tracker, який дозволяє клієнтам відстежувати їх замовлення з магазину.[17]
- 2016: Domino's запускає перший у світі автономний автомобіль доставки, DRU [18][19]
- 2016: Domino's відкриває зареєстровану благодійну організацію "Поділись добром"[20]
- 2017: Domino's встановлює найбільшу в світі систему зарядки акумуляторів Tesla Powerwall в одному зі своїх магазинів у Сіднеї.[21]
- 2018: Domino's додає замовлення голосом.
- 2018: Domino's відкрив свій 700-й магазин в Австралії.
- 2019: Domino's запустив «New Pizza Chef» з доповненою реальністю, яка дозволяє клієнтам вибирати нескінченні поєднання смаку та створювати улюблену піцу через додаток.
- 2019: Domino's запустив голосове замовлення через Google Assistant.
- 2019: Domino's Pizza Enterprises придбали магазини в Данії.